# Балиторовые
Балиторовые, или балито́риевые (лат. Balitoridae) — семейство лучепёрых рыб отряда карпообразных. 
Все балиторовые — придонные пресноводные рыбы, населяющие главным образом водоёмы тропической и субтропической Азии. Жерновок у балиторовых рыб отсутствует, рот окружен тремя—четырьмя парами усиков, тело у некоторых видов сильно уплощено в направлении сверху вниз, у многих форм оно голое или покрыто мелкой чешуёй или шипиками.

## Систематика
В составе семейства выделяют 16 родов с 99 видами:
- Balitora Gray, 1830 — Балиторы
- Balitoropsis Smith, 1945
- Bhavania Hora, 1920 — Блавании
- Cryptotora
- Dienbienia Nguyen & Nguyen, 2002
- Hemimyzon Regan, 1911
- Homaloptera van Hasselt, 1823 — Плоскопёры
- Homalosoma
- Homalopteroides
- Homalopterula
- Ghatsa Randall & Page, 2015[4]
- Jinshaia
- Lepturichthys Regan, 1911
- Metahomaloptera Chang, 1944
- Sinogastromyzon Fang, 1930
- Sinohomaloptera
- Travancoria Hora, 1941 — Плоскопёры-траванкории